# کیز فری ایکرز (ویرجینیای غربی)
کیز فری ایکرز (به انگلیسی: Keyes Ferry Acres) یک منطقهٔ مسکونی در ایالات متحده آمریکا است که در شهرستان جفرسون، ویرجینیای غربی واقع شده‌است.